# Samba de breque
La samba de breque est un sous-genre musical dérivé de la samba.
Apparu à Rio de Janeiro entre la fin des années 1930 et le début des années 1940, la principale caractéristique de la samba de breque est qu'elle contient des arrêts soudains, appelés breques (terme dérivé du terme anglais brake, qui signifie « frein ». Ils sont généralement à caractère humoristique, au cours desquels le chanteur fait des commentaires oraux.
Le chanteur Moreira da Silva s'est imposé comme le grand nom de ce style de samba. Le premier succès de ce sous-genre a été Acertei no milhar, une samba de Wilson Batista et Geraldo Pereira.

## Caractéristiques de la Samba de Breque
Apparu à Rio de Janeiro entre la fin des années 1930 et le début des années 1940,, la caractéristique principale du style est la pause dans l'accompagnement fortement syncopé pour une intervention déclamatoire de l'interprète. Ces arrêts brusques sont appelés breques, un nom brésilianisé du terme anglais brake, à l'image des freins de voiture. Les « breques » sont des phrases à peine prononcées qui ajoutent une touche d'humour et de malice, au cours desquelles le chanteur fait des commentaires oraux,.
Selon le critique musical Tárik de Souza (pt), la samba-de-breque est une variante du sous-genre de fusion de la samba-choro.
Le compositeur Sinhô a inséré trois redondilhas (pt) mineures constituant un vers de quinze syllabes dans Cansei, de 1929 : « Pois lá ouvi de Deus / A sua voz dizer / Que eu não vim ao mundo / Somente com o fito de eterno sofrer » (« Car là j'ai entendu Dieu / Sa voix dire / Que je ne suis pas venu au monde / Seulement dans le but d'éternelle souffrance »). La chanson a été interprétée par Mário Reis. En 1933, deux autres chansons sont enregistrées avec des « breques » : Minha Palhoça (de J. Cascata) : « Lá tem troça / Se faz bossa » (« Ils se font plaisir là-bas / Ils font de la bossa ») ; et O Orvalho Vem Caindo (de Noel Rosa et Kid Pepe (pt)) : « ...guarda civil / Que o salário ainda não viu » (« ... garde civile / Que le salaire n'a pas encore vu »). Cet effet inspirera les sambas les plus syncopées de Geraldo Pereira.

## Artistes représentatifs

### Les pionniers
Le chanteur Luís Barbosa a été le premier à travailler avec la samba-de-breque. Reconnu comme interprète de samba-canção, le musicien macanais était également connu pour donner le rythme en tambourinant sur un chapeau de paille, ce qui introduisait l'intervalle qui caractériserait la samba-de-breque. Par exemple, dans Rosalina (de Haroldo Lobo (pt) et Wilson Batista). Un autre instrument associé à Barbosa est le « crayon dans les dents », qui consistait à tenir un crayon de manière à permettre des percussions répétées du crayon sur les dents de devant supérieures ; en contrôlant l'ouverture de la mâchoire et le positionnement de la langue, il est possible de modifier la résonance de la bouche et d'obtenir des sons plus aigus ou plus graves, en plus des motifs rythmiques générés. Cette technique a été utilisée par Luiz Barbosa dans la célèbre samba Gago Apaixonado de Noel Rosa, dans un enregistrement avec le compositeur qui chante lui-même, en 1930. Le film de Walt Disney de 1944 Les Trois Caballeros (« Você Já Foi à Bahia », soit « Vous êtes déjà allé à Bahia », au Brésil) comprend également un personnage touchant ses dents avec son crayon, dans la chanson Os Quindins de Ia-Iá d'Ary Barroso.
Le premier succès de ce sous-genre a été Acertei no milhar, une samba de Wilson Batista et Geraldo Pereira,.

### Moreira da Silva, la plus populaire

Moreira da Silva en 1957 (Archives nationales du Brésil).

La personne qui a réellement popularisé et établi ce style était la chanteuse de Rio de Janeiro Moreira da Silva. À la fin des années 1930, Moreira chante la samba Jogo Proibido, de Tancredo Silva, Davi Silva et Ribeiro da Cunha, au Cine-Teatro Meier. Pendant le spectacle, le chanteur de samba a inséré des couplets improvisés pendant les pauses, et l'initiative a été un succès.
Moreira a perfectionné le style au fil du temps. L'interprète de Rio a marqué le style une fois pour toutes en introduisant un discours dans Na Subida do Morro (composé par Moreira da Silva et R.Cunha), et en incarnant des personnages dans les intrigues de ses sambas de breque, comme comme Kid Morengueira, présenté dans l'énorme succès O Rei do Gatilho (de Miguel Gustavo).

### Autres artistes notables
Jorge Veiga s'est également distingué dans ce style. Cyro Monteiro, Dilermando Pinheiro et Germano Mathias (pt) ont aussi enregistré des sambas de breque.